# Priest (phim 1994)
Priest là một bộ phim truyền hình Anh năm 1994 do Antonia Bird đạo diễn trong tác phẩm đầu tay của cô. Kịch bản của Jimmy McGocate tập trung vào một linh mục Công giáo La Mã (Linus Roache) khi anh đấu tranh với hai vấn đề gây ra khủng hoảng đức tin.

## Nội dung
Cha Greg Pilkington, mới được bổ nhiệm đến giáo xứ St Mary trong nội thành Liverpool, giật mình khi phát hiện ra cha Matthew Thomas đang có mối quan hệ tình dục với quản gia Maria Kerrigan. Hơn nữa, Cha Thomas là một người cực đoan cánh tả và là người đề xướng thẳng thắn về Thần học giải phóng, khiến anh ta liên tục đụng độ và cãi nhau với Đức Giám mục, người vẫn đánh giá cao khả năng của anh ta.
Trong khi chủ nghĩa bảo thủ truyền thống và niềm tin tôn giáo cá nhân của nhân vật chính bị xúc phạm bởi sự coi thường trắng trợn của linh mục lớn tuổi vì lời thề độc thân, anh ta đấu tranh với sự thúc giục của người đồng tính, đặc biệt là sau khi anh ta gặp Graham tại một cuộc hẹn hò đồng tính địa phương và hai người bắt đầu mối quan hệ đồng tính.
Trong khi đó, học sinh Lisa Unsworth đã tâm sự rằng cô là lạm dụng tình dục bởi cha cô, người xác nhận câu chuyện của cô và không có cảm giác tội lỗi cũng không muốn dừng lại. Tuy nhiên, cả hai đã tiết lộ bí mật của họ trong xưng tội, vì vậy, Cha Greg được yêu cầu tôn vinh sự tôn nghiêm của Bí tích Giải tội và không tiết lộ những gì ông đã nói. Anh ta cố gắng cảnh báo mẹ để theo dõi sát sao, nhưng người phụ nữ ngây thơ tin rằng con gái mình vẫn an toàn khi chăm sóc chồng.
Khi bà Unsworth phát hiện ra chồng mình quấy rối Lisa và nhận ra linh mục biết chuyện gì đang xảy ra, cô đả kích anh ta. Thêm vào sự đau khổ của anh ta là việc anh ta bị bắt vì quan hệ tình dục với Graham trong một chiếc xe đang đỗ. Khi anh ta nhận tội, câu chuyện được đăng trên trang nhất của tờ báo địa phương và, không thể đối mặt với giáo dân của mình, Cha Greg chuyển đến một giáo xứ nông thôn hẻo lánh do một linh mục không tán thành và không tha thứ. Cha Matthew thuyết phục anh ta trở về St Mary và hai người chủ tọa Thánh lễ bị phá vỡ bởi những cuộc biểu tình rầm rộ của những người chống lại sự hiện diện của cha Greg tại bàn thờ. Cha Matthew yêu cầu họ rời khỏi nhà thờ. Hai linh mục sau đó bắt đầu phân phát Bí tích Thánh Thể, nhưng những giáo dân còn lại phớt lờ Cha Greg và xếp hàng để nhận hiệp thông từ Cha Matthew. Lisa cuối cùng cũng đến gần vị linh mục trẻ, và hai người ngã vào vòng tay nhau khóc nức nở.

## Diễn viên
- Linus Roache vai Cha Greg Pilkington
- Tom Wilkinson vai Cha Matthew Thomas
- Robert Carlyle vai Graham
- Cathy Tyson vai Maria Kerrigan
- Christine Tremarco vai Lisa Unsworth
- Robert Pugh vai Mr. Unsworth
- Lesley Sharp vai Mrs. Unsworth

## Sản xuất
Bộ phim được quay tại địa điểm trong Blundellsands, Liverpool, London và Manchester.
Bộ phim được công chiếu tại Liên hoan phim quốc tế Toronto vào tháng 9 năm 1994. Phim được phát hành ở Anh vào ngày 17 tháng 3 năm 1995 và được phát hành giới hạn ở Mỹ vào tuần sau. Mở trên tám màn hình, nó kiếm được 113.430 đô la vào cuối tuần mở cửa và cuối cùng thu được 4.165.845 đô la tại Mỹ.

## Phát hành
Priest đã nhận được sự lên án rất lớn từ nhà thờ, với Nhà thờ Công giáo ở Ireland đặc biệt kêu gọi lệnh cấm phân phối sân khấu. Điều này đánh dấu sự bất đồng lớn đầu tiên giữa Giáo hội và Ủy ban kiểm duyệt phim Ailen, người quyết định phát hành nó bằng mọi cách. Các tổ chức Công giáo khác đã ở trong một sự náo động về việc phát hành vào cuối tuần lễ Phục sinh.

## Tiếp tân quan trọng
Nhận xét cho bộ phim được trộn đến trung bình. Rotten Tomatoes đã cho bộ phim được đánh giá phê duyệt 67% dựa trên 24 phản hồi quan trọng, với điểm trung bình là 7/10.
Roger Ebert của  Chicago Sun-Times  đã đánh giá bộ phim là một trong số bốn ngôi sao có thể, gọi kịch bản phim là "nông cạn và bóc lột". Ông nói thêm, "Bộ phim lập luận rằng các quy tắc giấu giếm và lỗi thời của nhà thờ là nguyên nhân khiến một số người (linh mục) không quan hệ tình dục mặc dù họ nên, trong khi những người khác (cha mẹ loạn luân) có thể tiếp tục mặc dù họ không nên. bộ phim được mô tả như một tuyên bố đạo đức về bất cứ điều gì khác ngoài định kiến của nhà làm phim là vượt quá niềm tin."
Peter Stack của  San Francisco Chronicle  đã gọi nó là "một bộ phim đặc biệt", "bộ phim mạnh mẽ" và "một tuyên bố đầy cảm hứng tò mò về đức tin và đạo đức." Ông nói thêm, "Bộ phim này đặc biệt đối với các chủ đề mà nó khám phá ra đôi khi với sự hài hước ngon lành vượt ra ngoài điều hiển nhiên. Bộ phim trở thành một cái nhìn hấp dẫn về một chủ đề rộng lớn, không khoan dung so với sự hiểu biết. Có một số lời giảng trong  Linh mục , nhưng bạn đi xa cảm thấy ôm ấp một cái gì đó đáng yêu và tinh thần."
Gary Kamiya của  The San Francisco Examiner  đã quan sát, "Sau khi xem bộ phim này, bạn cảm thấy như thể Martin Luther đã đập từng cái trong số 95 luận án của mình vào các phần khác nhau của giải phẫu, bằng cách sử dụng Và mặc dù  Linh mục  không phải không có trí thông minh, sự hài hước và bệnh hoạn, nhưng cuối cùng, nó không hơn gì một melodrama. Người ta có thể đồng cảm với chính trị tiến bộ của nó. Antonia Bird và nhà biên kịch Jimmy McGocate đã khiến mọi thứ trở nên quá dễ dàng đối với họ.  Linh mục  không phải là một tác phẩm nghệ thuật hơn là một tác phẩm Op-ed, như vậy, bất cứ đức tính nào nó tồn tại trong xã hội học hình cầu, không phải thẩm mỹ. "
Rita Kempley của tờ Washington nói, "Một phần opera xà phòng và một phần tuyên truyền, bộ phim đôi khi ảnh hưởng này trình bày một cuộc kiểm tra một phía về giáo lý của nhà thờ về đồng tính luyến ái và sự độc thân của các giáo sĩ của nó... Roache, một cựu chiến binh của sân khấu và truyền hình Anh, mang đến một màn trình diễn khuấy động, mà đỉnh điểm trong phần kết thúc siêu việt của bộ phim trong sự tha thứ của sự tha thứ."

## Giải thưởng và sự bổ nhiệm
Bộ phim đã được đề cử cho Giải thưởng BAFTA cho Phim Anh hay nhất nhưng thua Shallow Grave. Nó đã giành giải thưởng Sự lựa chọn của mọi người tại Liên hoan phim quốc tế Toronto năm 1994, được đặt tên là Phim mới hay nhất của Anh tại Liên hoan phim quốc tế năm 1994 và giành được Giải thưởng Teddy tại Liên hoan phim quốc tế Berlin năm 1995.